# Ульяновский округ
Ульяновский округ — административно-территориальная единица Средне-Волжской области (с 20 октября 1929 — Средне-Волжского края), существовавшая в 1928—1930 годах. Административный центр — город Ульяновск.

## История
Ульяновский округ был образован 14 мая 1928 года. В него вошли территории упразднённых Ульяновского и Карсунского уездов Ульяновской губернии и часть территории Мелекесского уезда Самарской губернии. В течение 1928 года из территории бывших уездов были образованы ряд районов. 
20 октября 1929 года Средне-Волжская область была преобразована в Средне-Волжский край. А в состав Ульяновского округа вошли 15 районов.
30 июля 1930 года Ульяновский округ, как и большинство остальных округов СССР, был упразднён. Его районы отошли в прямое подчинение Средне-Волжского края.

## Административное деление
Округ, по состоянию на 1929 год, был разделён на 15 районов:
| - Астрадамовский, - Богдашкинский, - Карсунский, - Кошкинский, - Мелекесский, - Никольско-Черемшанский, - Ново-Малыклинский, - Поповский, - Промзинский, - Сенгилеевский, | - Старо-Майнский, - Тагаевский, - Телешовский, - Ульяновский, - Чердаклинский. |

## Руководители
| дата            | должность                   | Ф.И.О.             | дата            | должность                 | Ф.И.О.                      |
| --------------- | --------------------------- | ------------------ | --------------- | ------------------------- | --------------------------- |
| 6.1928 — 7.1930 | председатель окркома ВКП(б) | Милх Лев Романович | 7.1928 — 3.1930 | председатель окрисполкома | Прокофьев Борис Григорьевич |
|                 |                             |                    | 3.1930 — 7.1930 |                           | Батраков Иван Иванович      |